# Megatherium
Megatherium is een geslacht van uitgestorven Megatheriidae, een groep soms gigantische luiaards. Met name het olifantformaat M. americanum is een van de bekendste en best bestudeerde vormen en is samen met Eremotherium de grootste bekende vertegenwoordiger van de grote grondluiaard. Het geslacht verscheen ongeveer 5 miljoen jaar geleden uit het Onder-Plioceen naar de overgang van het Boven-Pleistoceen naar het Onder-Holoceen ongeveer 8.000, mogelijk tot slechts ongeveer 11.000 jaar geleden. Er zijn twee ontwikkelingslijnen binnen het geslacht. De ene vormt de laaglandvorm M. americanum, die de centrale tot gedeeltelijk zuidelijke, gematigde regio's van Zuid-Amerika bewoonde, voornamelijk de Pampa-regio in wat nu Argentinië is, de andere kwam voornamelijk voor in de hoge bergen van de Andes en omvatte verschillende soorten. Beide ontwikkelingslijnen kunnen worden onderscheiden door kenmerken op het skelet.
Als een belangrijke herbivoor at Megatherium voornamelijk zacht plantaardig voedsel. Het was in staat om op zijn achterpoten te staan voor voedsel, de sterke staart diende als een ondersteuning op de grond. De enorme armen werden gebruikt om takken en twijgen te trekken. Soms wordt echter een aanzienlijk meer op vlees gebaseerd dieet besproken. Ook in het middelpunt van een wetenschappelijk debat staat de vraag of Megatherium niet alleen rechtop ging voor voedsel, maar ook in staat was om tweevoetig voortbewegen op lange termijn, waardoor het het grootste bekende zoogdier met dit soort beweging zou worden. Zowel het beeld van een roofzuchtige manier van leven als een permanente tweebenige wandeling zijn erg controversieel.
De ontdekking van fossiele overblijfselen van Megatherium dateert uit de late 18e eeuw. Een skelet uit Luján in het huidige Argentinië leidde in 1796 tot de wetenschappelijke beschrijving van het geslacht door Georges Cuvier. Andere belangrijke vondsten werden verzameld in 1832 door Charles Darwin op zijn historische reis met de HMS Beagle rond Zuid-Amerika in de Pampa-gebieden. Megatherium speelde een belangrijke rol in de ontwikkeling en oprichting van paleontologie als een tak van wetenschap in de loop van de 19e eeuw. De vroege onderzoeksgeschiedenis van het geslacht wordt niet alleen gevormd door tal van nieuwe bevindingen, maar ook door individuele beslissende fouten.

## Kenmerken
Megatherium omvat middelgrote tot zeer grote vertegenwoordigers van de grondluiaard. De kleinste soort M. altiplanicum woog naar schatting 1,0 tot 1,7 t, M. americanum, met een totale lengte van zes meter en een schouderhoogte van twee meter, bereikte waarschijnlijk een lichaamsgewicht van 3,8 tot 6,0 t (op basis van verschillende bepalingsmethoden). Megatherium had dus afmetingen vergelijkbaar met die van het verwante Eremotherium, dat rond dezelfde tijd leefde. De variabiliteit van de grootte binnen het geslacht blijkt onder andere uit het karakteristieke dijbeen. In M. altiplanicum was dit negenendertig centimeter lang, M. urbinai, M. sundti en M. tarijense vertegenwoordigen middelgrote soorten met een femora van zesenveertig tot drieënvijftig centimeter lang, terwijl aan de bovenkant van het groottebereik de dijbeenderen van M. americanum tussen zevenenvijftig en achtenzeventig centimeter lang werden. Dit maakt Megatherium tot een van de grootste bekende luiaards naast Eremotherium. Over het algemeen was Megatherium niet zo robuust als zijn relatieve Eremotherium en had hij relatief kortere ledematen, maar een langere schedel. Zoals met alle bodemluiaards, waren armen en benen aanzienlijk korter in termen van lichaamslengte dan met de hedendaagse boomluiaards. Net als andere op de grond levende luiaards had Megatherium ook een sterke, lange staart.

### Schedel- en gebitskenmerken
De schedel van de grote soort was tweeënzeventig tot zevenentachtig centimeter lang, op de jukbeenderen bereikte hij een breedte van zesendertig tot zesenveertig centimeter, op het achterhoofdsbot zevenentwintig tot eenendertig centimeter. Over het algemeen was het langwerpig in een buisvorm en smal in toezicht. In het zijaanzicht vertoonde de voorhoofdlijn een onderscheidend sinusvormig tot licht koepelvormig profiel. De gepaarde middenkaakbotten hadden een Y- of X- tot rechthoekige vorm, met de twee botten stevig aan elkaar bevestigd, net zoals er een stevige samensmelting met de bovenkaak was. De connectie was echter niet erg sterk bij sommige kleinere soorten, zodat het middelste kaakbot soms afzonderlijk van de schedel wordt gevonden of soms onbekend is. De bovenkaak was zeer hoog om de extreem hoge kroon tanden vast te pakken. Een kenmerkend kenmerk waren de jukbeenderen, die bijzonder massief bleken te zijn en, in tegenstelling tot de hedendaagse boomluiaards en talloze fossiele vormen, volledig ontwikkeld waren, zodat de twee bogen van de jukbeenderen en de temporale botten elkaar raakten. Er was ook een sterke, neerwaartse botuitgroei aan de voorkant jukbeenderen, die diende als een spierhechtingspunt. Het pariëtale bot had een sterke top die aan de voorkant uit elkaar ging en als een scherpe lijn over het tijdelijke bot liep. Het achterhoofdsbeen had een rechthoekige vorm, gezien vanaf de zijkant. Vooral bij de kleinere soorten uit het Andes-gebied waren de gewrichtsbenaderingen voor de cervicale wervelkolom langwerpig en zo zeer prominent.
De onderkaak was massief en gemeten tussen tweeënzestig en vierenzeventig centimeter lang voor grote soorten. De symphysis was ook sterk, relatief vlak en, zoals de meeste luiaards, volledig overwoekerd. Het eindigde op het niveau van de eerste of tweede kies. Het was aan de voorzijde aanzienlijk langwerpig en vormde een smalle uitgroei van botten, waarvan de lengte in sommige gevallen die van de hele rij tanden overschreed. De neerwaartse boog van de onderkaak, die typerend is voor Megatheria, was erg opvallend. Hier bereikte het botlichaam soms een hoogte van maximaal vijfentwintig centimeter, wat de hoogste waarde is voor alle megatheriums, maar met Megatherium is de uitstulping ook het duidelijkst in vergelijking met de grootte van de onderkaak. De longblaasjes van de onderkaaktanden lagen in de uitstulping. Bovendien staken de gelede takken zeer ver omhoog. Analoog aan alle megatheriums, bestond het bit uit vijf tanden per bovenkaak en vier per onderkaak, dus werden in totaal achttien tanden gevormd. De tanden waren homodont en de kiezen, vierkant van vorm en hadden twee dwarsstaven (bilophodont) op het occlusale oppervlak. Meestal hadden de tanden geen glazuur en stonden ze op een rij. De lengte van de onderste rij tanden varieerde en was tussen 18,6 en 25,9 centimeter voor de grote M. americanum, tussen 15,2 en 20,4 centimeter voor middelgrote vormen zoals M. tarijense of tussen dertien en zeventien centimeter voor M. medinae, twee en 14,4 centimeter voor de kleine M. altiplanicum.

### Lichaamsskelet

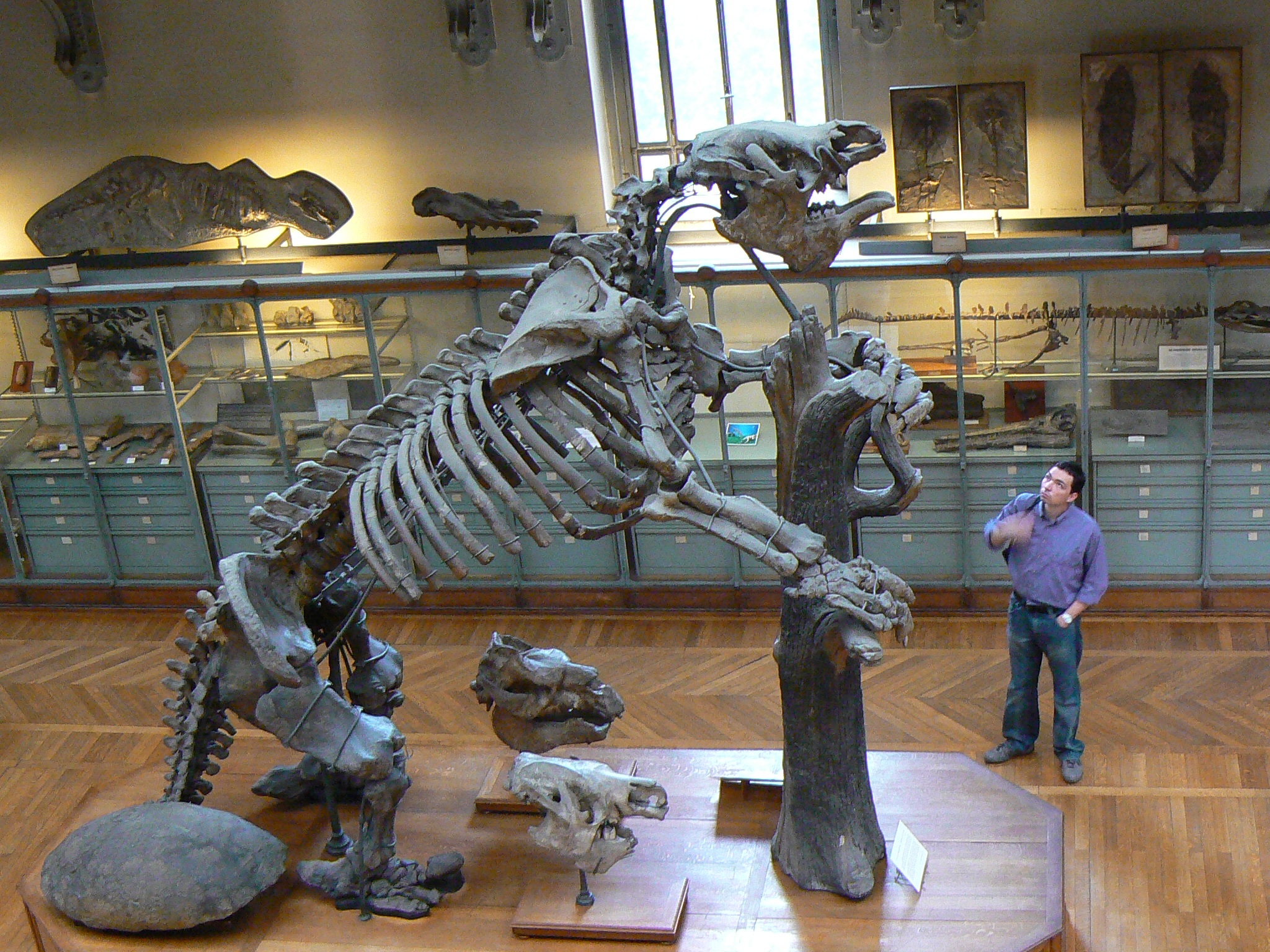
Skelet van de Megatherium americanum
Muséum national d'histoire naturelle

Het lichaamskelet is grotendeels volledig bekend vanwege talloze vondsten. De wervelkolom bestond uit zeven cervicale, zestien thoracale, drie lumbale, drie sacrale en zeventien tot achttien wervels. In tegenstelling tot Eremotherium waren de drie gewrichtsoppervlakken die de cervicale wervels van atlas en axis verbinden niet aan elkaar gefuseerd bij Megatherium. Ledematen waren over het algemeen gemiddeld korter bij Megatherium dan in Eremotherium. Het opperarmbeen was een buisvormig bot met een lengte tot tachtig centimeter, waarvan het onderste gewricht uitpuilde en tot zevenendertig centimeter breed werd. Over het algemeen bleek het opperarmbeen van de megatheria langer, fijner en platter te zijn dan bij andere grondluiaarden. Met een lengte van negenenzestig centimeter had de Elle een lange en slanke structuur met smalle uiteinden aan de zijkanten. Het bovenste scharnieruiteinde, de olecranon, kon bij de meeste kleinere soorten langwerpig en smal zijn en bij de grootste breed en omvangrijk. Zoals bij alle megatheriums was het dijbeen een breed en massief bot, maar het had een grote vernauwing aan de voor- en achterkant, zodat de breedte van het bot vier keer de diepte was. Het langst bekende bot was achtenzeventig centimeter lang en tweeënveertig centimeter breed, het kleinste slechts negenendertig centimeter lang en twintig centimeter breed. Soms was de schacht duidelijk gedraaid. De derde trochanter als een spierbevestigingspunt op de schacht, wat kenmerkend is voor gelede gewrichten, ontbrak, zoals bij alle megatheriums. De gewrichtsoppervlakken vielen duidelijk op, zodat het bot niet zo rechthoekig leek in het algemene beeld als bij Eremotherium. Het scheenbeen en het kuitbeen waren aan beide uiteinden samen gegroeid en niet aan één, zoals bij de verwante Eremotherium. De lengte van het scheenbeen was ongeveer vierenvijftig centimeter.
De hand was hoofdzakelijk driestralig geconstrueerd (stralen II tot V) en verschilde dus van zijn naaste relatieve Eremotherium met een driestralige hand (met late vertegenwoordigers). Net als bij Eremotherium waren de metacarpalen van de twee buitenste stralen ook het meest ontwikkeld bij Megatherium en bereikten ze lengtes van respectievelijk vijfentwintig en drieëntwintig centimeter. Ze overschreden duidelijk de twee innerlijke stralen. Het metacarpale bot van de eerste straal en individuele carpale botten zoals het grote veelhoekige been waren samen gegroeid tot het zogenaamde Metacarpal-Carpaal Complex (MCC) (in het geval van Eremotherium ook het tweede middenhandsbeen). Over het algemeen hadden alleen de tweede, derde en vierde vingers elk drie vingerkootjes, op de derde echter waren de twee achterste vingerkootjes samengesmolten tot één eenheid. De respectievelijke eindkootjes hadden klauwen en waren meestal driehoekig in dwarsdoorsnede. Vanwege de massieve vorming van de laatste falanx op de derde straal, werd hier oorspronkelijk de grootste klauw gevormd. Er zaten slechts twee vingerkootjes op de vijfde vinger en de eindlid ontbrak. Analoog aan die van de andere megatheria, had de voet drie stralen (stralen III tot V), waarbij het middenvoetsbeentje aanzienlijk korter was op de derde straal. Dit was ook de enige teenstraal die uit drie vingerkootjes bestond - maar net als de hand waren de eerste twee ledematen aan elkaar gesmolten - en droeg zo een klauw. De andere twee buitenste stralen hadden slechts twee tenen, sterk in lengte verminderd, en bijgevolg geen klauwen.

## Verspreiding en belangrijke fossielvondsten
Megatherium was wijdverspreid van het Plioceen tot het vroege Holoceen, vooral in het centrale en deels zuidelijke deel van Zuid-Amerika, alleen in de hoge bergachtige gebieden van de Andes drong het verder naar het noorden door. Vondsten zijn vooral bekend uit Argentinië, Uruguay, Chili, Bolivia, Peru en Ecuador. De noordelijke en meer tropische laaglandgebieden werden echter bewoond door het nauw verwante geslacht Eremotherium, dat in tegenstelling tot Megatherium ook Noord-Amerika bereikte. Een van de weinige veel voorkomende gevallen van de twee gigantische grondluiaarden tot nu toe werd gevonden in de Midden tot Boven- Pliestocene Santa Vitória Formation aan de oevers van de Arroio Chuí en andere rivieren in de Braziliaanse staat Rio Grande do Sul. Megatherium is hier overgeleverd met een gedeeltelijke schedel en individuele elementen van het lichaamsskelet. De meeste vondsten komen echter uit de Pampa-regio in Argentinië en volgens veel onderzoekers moeten ze allemaal worden beschouwd als de zeer grote soort M. americanum, die naar deze mening ook de enige vertegenwoordiger was in het laagland ten oosten van de Andes.
Aanzienlijk zijn onder andere Punta Alta in de buurt van Bahía Blanca in de provincie Buenos Aires, waar Charles Darwin al vondsten deed tijdens zijn reis met de HMS Beagle in 1832, of Luján, een van de meest gefossiliseerde locaties in Argentinië in dezelfde provincie , waar het skelet vandaan kwam, dat Georges Cuvier voor het eerst gebruikte om Megatherium te beschrijven. Vertegenwoordiger van de vele andere vondsten in de pampa's, de bijna volledige onderkaak van M. americanum uit La Chumbiada aan de Río Salado in het noorden van de provincie Buenos Aires, die ongeveer 12.000 jaar oud is en geassocieerd met de grote kat Smilodon en het paard Hippidion, is gevonden. Over het algemeen is M. americanum niet alleen de grootste vertegenwoordiger van Megatherium, maar ook de meest gedocumenteerde en best bestudeerde. Vondsten van kleinere vormen zoals M. filholi uit de Pampa-gebieden zijn echter ook bekend, zodat het geslacht Megatherium waarschijnlijk een meer complexe distributiegeschiedenis in de regio had. De Rocas Negras-vindplaats in de buurt van Mar del Sud in het zuiden en Carmen de Areco (Buenos Aires) evenals verschillende andere plaatsen in het noorden van de provincie Buenos Aires verdienen speciale vermelding.
Anders zijn meestal kleinere soorten Megatherium uit de Andes beschreven. Er is echter meestal zeer weinig bewijs voor en ze kwamen duidelijk minder vaak voor dan hun grote familielid in de laaglanden van Pampa. Als gevolg hiervan zijn deze soorten echter meestal minder goed onderzocht, wat betekent dat er bijvoorbeeld nauwelijks uitspraken kunnen worden gedaan over de intrinsieke variabiliteit. Uit Chili is M. medinae bekend, een middelgrote en delicate vorm, die werd beschreven met een beetje tanden en enkele achterpootbotten uit de Pampa del Tamarugal. Andere vondsten, zoals een onderkaak, wervels en ribben, komen uit de omgeving van Santiago de Chile. De kleinste en oudste soort is M. altiplanicum, wat wordt bewezen door enkele schedelresten en postcraniale skeletelementen uit de sub-Plioceen Umala-formatie bij Ayo Ayo in het departement La Paz in het westen van Bolivia. In geografische nabijheid, ook in het noordelijke deel van de Altiplano, is de middelgrote soort M. sundti uit de Ulloma-formatie van het vroege Midden-Plioceen nabij Ulloma op de Río Desaguadero nog steeds gedocumenteerd. Haar bevindingen omvatten twee schedels, een met een onderkaak, die werd gebruikt om de soort in 1893 te beschrijven, inclusief een gedeeltelijk skelet van een volwassene.
Uit de Tarija-formatie bij Tarija in het zuiden van Bolivia komt echter de M. tarijense van ongeveer dezelfde grootte in de vorm van een compleet skelet, dat in de jaren 1920 werd teruggevonden. Een gedeeltelijk skelet van Yuntac in Peru kan ook worden toegewezen aan hetzelfde type. Met zijn ligging op 4500 meter boven zeeniveau is dit een van de hoogste vondsten van Megatherium. Een dijbeen heeft overleefd uit de Cuzco-vallei. Een onvolledig skelet uit de Santa Rosa-grot in de buurt van Celendin in de Peruaanse provincie Cajamarca werd gebruikt om M. celendinense te beschrijven, de grootste vertegenwoordiger van de Andes-soort tot nu toe, die bijna even groot was als M. americanum zelf. M. urbinai was daarentegen aanzienlijk kleiner en zeer delicaat. Van hem werd een gedeeltelijk skelet uit Sacaco in het kustgebied van Zuidwest-Peru en een ander uit de Tres-Vantanas-grot gevonden op zeventig kilometer ten zuidoosten van Lima op een hoogte van ongeveer 4000 meter. Een derde skelet - een jong dier in Eolische sedimenten in de buurt van Uyujalla, ook in het kustgebied - werd ook gemeld, maar was verloren vóór de berging. Een gedeeltelijk skelet van M. elenense werd gevonden in La Brea nabij Talara in de noordwestelijke kuststreek van Peru, zoals het geval was met Cerro de Pasco in de Pasco-regio op een hoogte van 4300 meter. Deze kleinere vertegenwoordiger van Megatherium werd voor het eerst geïntroduceerd door Robert Hoffstetter in 1952 op basis van enkele vondsten van het schiereiland Santa Elena in Ecuador, maar onder de generieke naam Eremotherium. Het materiaal van het Eremotherium-type, beschreven door Franz Spillmann in 1948, komt ook van hetzelfde schiereiland.

## Paleobiologie

### Voortbeweging
In tegenstelling tot de hedendaagse luiaards en vergelijkbaar met tal van andere uitgestorven gigantische luiaards, was Megatherium een pure grondbewoner die zich voornamelijk vierbenig bewoog. Een bijzonder kenmerk zijn de naar binnen gekeerde voeten, zodat Megatherium zijn gewicht grotendeels op de twee buitenste stralen (IV en V) van de achterpoten (pedolateraal) droeg. De zool van de voet wees naar binnen en rees van de vloer in een hoek van vijfendertig graden. De pedolaterale gang is een speciale functie die zich meerdere keren in de luiaards ontwikkelde en vooral massale aanpassingen aan het enkelbot vereiste. De hand vertoonde ook een vergelijkbare rotatie. Bij plaatsing op de grond was dit ook op de buitenbalk, waardoor de positie overeenkomsten vertoont met de met klauwen versterkte Chalicotheriidae, die echter moeten worden vergeleken met de ongepaarde hoeven. Vooral de rotatie van de voorpoten beperkte de manipulatie van objecten aanzienlijk, maar ze konden worden gebruikt om takken uit te trekken. Bovendien suggereert de positie van de handen en voeten een langzame algemene beweging.
Maar het is mogelijk dat Megatherium nog steeds aanzienlijk wendbaarder was dan de huidige boomluiaards. Dit wordt afgeleid uit onderzoeken van het binnenoor, waarbij de grootte van de bogen direct verband houdt met de behendigheid van een dier. Volgens de resultaten zou Megatherium tot drie keer meer behendigheid moeten hebben dan de luiaards van vandaag. Over het algemeen konden de duidelijk gebogen klauwen ook worden gebruikt voor het graven en, vanwege hun symmetrische vorm, bestand tegen de trekkrachten en compressiekrachten die plaatsvonden, zoals stressanalyses toonden, maar de constructie van de gehele onderarm spreekt grotendeels tegen een grond doorzoekende manier van leven. Bij Megatherium is onder andere het bovenste gewrichtsuitsteeksel van de ellepijp (olecranon) duidelijk te kort en kon daarom niet de hefboombewegingen genereren die nodig zijn om het vloersubstraat open te breken. Voor andere zeer grote grondluiaarden uit de groep Mylodontidae, zoals Glossotherium, kan een manier van leven, soms in de grond graven, goed worden bewezen.
Er was een intens debat over de vraag of Megatherium rechtop bewoog. Het opheffen van de achterpoten om voedsel te zoeken in hogere boomtoppen kan als waarschijnlijk worden beschouwd vanwege de configuratie van het bekken en de achterpoten, evenals het feit dat het zwaartepunt van het lichaam erg ver terug was, dus ongeveer zeventig procent van het gewicht werd gedragen door de achterpoten, en daardoor gemakkelijker op te staan. Het idee van tweevoetige motoriek ontstond in het begin van de 20e eeuw en er werden pogingen gedaan om het te bewijzen met behulp van Ichnofossielen. Dergelijke sporenfossielen uit Megatherium bestaan onder andere uit Monte Hermoso en Pehuén-Có, beide locaties bevinden zich in de Argentijnse provincie Buenos Aires. De sporen van Pehuén-Có in de buurt van Bahía Blanca spelen hier een centrale rol. Deze vindplaats, ontdekt in 1986, is een van 's werelds belangrijkste Ichnofossielen. De sporen zijn verspreid over een oppervlakte van 1,5 km² en worden geperst in een oorspronkelijk zacht substraat. Ze omvatten talloze zoogdieren, zoals de kameelachtige Megalamaichnum (Hemiauchenia), de Zuid-Amerikaanse hoefdieren Eumacrauchenichnus (Macrauchenia) of de grote armadillo-gerelateerde Glyptodontichnus (Glyptodon) en vogels zoals Aramayoichnus uit de groep van de nandoes. Hun leeftijd was gedateerd op 12.000 jaar.
Onder de sporenfossielen bevinden zich ook afdrukken van een gigantische luiaard, die zijn toegewezen aan de Ichnospezies Neomegatherichnum. De afmeting van de afzonderlijke trapafdichtingen is gemiddeld achtentachtig centimeter lang en achtenveertig centimeter breed, dit komt ongeveer overeen met de afmetingen van de opgestelde achterpoot van de M. americanum. De diepte is ongeveer zesentwintig centimeter. Een totaal van ongeveer tachtig sporen van Megatherium hebben overleefd, elk met minstens vijf individuele sporen, waardoor het luiaardgeslacht een van de meest frequent gevonden dieren in de vindplaats is. De klauwen van de middelste teen kunnen nog steeds worden herkend als een afzonderlijke afdruk op sommige trapafdichtingen. Dit staat meestal onder een hoek van vijftig tot negentig graden ten opzichte van de lengteas van de voet en is maximaal vijftien centimeter lang. Een van de langste voetsporen loopt over een lengte van ca. vijfendertig meter en bestaat uit in totaal vijfendertig individuele voetsporen. De afstand tot elkaar is ongeveer 1,5 tot 1,8 meter, waarvan wordt aangenomen dat deze de paslengte is. Omdat de afmetingen van de indrukken relatief uniform zijn, werd geconcludeerd dat Megatherium zich hoofdzakelijk op zijn achterpoten had verplaatst. Slechts ongeveer in het midden van de reeks sporen zijn afzonderlijke kleinere afdrukken, slechts drieëndertig centimeter lang en zevenentwintig centimeter breed en veertien centimeter diep, waar het dier blijkbaar kort in een viervoetige positie kwam. De veronderstelde snelheid is 1,2 tot 1,4 m/s, wat overeenkomt met iets meer dan vier km/u, de maximale snelheid werd ingesteld op 1,7 m/s. Biomechanische studies toonden ook aan dat de speciale vorm van het dijbeen - vooral de lange, smalle dwarsdoorsnede - in staat was om zijdelingse spanningen te weerstaan, die sterker zijn in tweebenige gang dan in vierbenige gang.
Deze interpretatie wordt echter meestal verworpen, omdat vanuit een functioneel morfologisch oogpunt een volledige bipedy van Megatherium vrij onwaarschijnlijk is. Een alternatieve verklaring voor de sporen van Pehuén-Có zou zijn dat de grotere achterpoten de sporen van de kleinere voorpoten bedekken, zoals ook werd waargenomen bij sporenfossielen van Paramylodon uit Nevada. De discussie over de bipedia van Megatherium is meestal beperkt tot het grote M. americanum, dat wijdverbreid is in de Pampa-regio. Voor de soort uit het Andes-gebied wordt echter uitgegaan van een min of meer permanente vierbenige beweging als aanpassing aan het terrein van het hooggebergte. Dit kan onder meer worden aangetoond door de opvallend uitstekende gewrichtsoppervlakken van het achterhoofdsbeen, de enige relatief platte dijbeenderen en de soms meer gedraaide achterpoten in sommige typen, en het ontwerp van de hand. De twee buitenste metacarpale botten, d.w.z. die de vloer raken in de vierbenige wandeling van Megatherium, zijn bijna van dezelfde lengte en hebben oppervlakteruwheid, wat duidt op frequent contact met het oppervlak.

### Voeding
Megatherium wordt algemeen beschouwd als een herbivoor. De tanden met hoge kruin duiden op een specialisatie in hard grasvoer, zoals het geval is bij veel hoefdieren van tegenwoordig met dergelijke tanden. Vanwege het gebrek aan glazuur kunnen geen gedetailleerde onderzoeken naar tekenen van slijtage worden uitgevoerd. De constructie van het kauwapparaat is in tegenspraak met een sterkere specialisatie in grassen. Bijvoorbeeld, de zeer hoge gewrichtsuitsteeksels van de onderkaak, de rij tanden achteruit, maar ook de neerwaartse botuitgroei op de voorste jukboog, waarop de masseterspier hecht, ondersteunen sterke verticale kauwbewegingen. De bilophodontanden met hun twee dwarse, scherpe richels suggereren verder dat het voedsel werd gesneden in plaats van gekauwd. In vergelijking met andere luiaards en qua lichaamsgrootte had Megatherium een groot totale aankoopoppervlak van alle kiezen, die ongeveer 10.500 tot 11.100 mm² besloeg. Dit komt overeen met ongeveer tien keer het gebied dat de bijna even grote Lestodon uit de groep Mylodontidae had en is binnen het bereik van de hedendaagse olifanten. De effectieve vergroting van het occlusale oppervlak was voornamelijk het gevolg van de vorming van de dwarsstroken op de kiezen. De snijmodus van de tanden, vergeleken met de slijpmodus, betekende dat de celwanden niet altijd werden opengebroken tijdens het kauwen, zodat er minder voedingsstoffen direct beschikbaar waren. Door het grote totale inkoopoppervlak kon Megatherium echter tegelijkertijd meer voedsel in de mond verwerken.
Het is twijfelachtig of een lange, flexibele tong werd gebruikt om voedsel in te nemen, zoals vaak wordt aangenomen. De constructie van het hyoïde bot is sterk gemodificeerd bij Megatherium, de geniohyoïde spier die daar begint, moet erg kort zijn geweest vanwege de korte afstand tot de lang teruggetrokken symphysis van de onderkaak, die spreekt tegen een zeer mobiele tong. Uit reconstructies van de totale smalle snuit blijkt echter dat er waarschijnlijk een beweegbare bovenlip is gevormd, vergelijkbaar met de zwarte neushoorn van vandaag. Deze beweegbare lip fungeerde als een grijporgaan voor voedselinname en wordt aangegeven door verschillende opgeruwde gebieden als spieraanhechtingspunten nabij het oogvenster en het infraorbitale foramen evenals in het gebied van de bovenkaak en het middenkaakbot.
De constructie van de tanden en de kauwspieren van Megatherium spreken voor een dieet van vrij zacht plantaardig voedsel. Dit wordt ook bevestigd door vondsten van coprolieten uit Megatherium, die naast overblijfselen van zeevarkens ook die van Fabiana, Acantholippia, Junellia en Chuquiraga bevatten. Isotopenonderzoek naar de overblijfselen van kunstgebitten uit de West-Argentijnse provincie Mendoza, die dateren uit de late fase van het Pleistoceen, toonde echter een nogal gemengd plantendieet bestaande uit bladeren en grassen. Hier wordt aangenomen dat de dieren hun voedingsgedrag mogelijk hebben aangepast aan de ecologische omstandigheden in de regio. Dit was onderhevig aan grote veranderingen aan het einde van de laatste koude periode en werd gekenmerkt door een sterkere montane invloed. Vergelijkbare resultaten werden verkregen uit een onderzoek naar fossiele resten uit de Argentijnse Pampa-regio, waarin ook referentiemateriaal van hedendaagse zoogdieren werd gebruikt. De overeenkomstige gegevens van de koolstofisotopen (δ13C) spreken van een zuiver plantaardig dieet, de vrij hoge waarden voor de stikstofisotopen worden toegeschreven aan het droge klimaat. Onderzoek naar sporen van slijtage op de tanden van personen uit Noord-Argentinië heeft tot nu toe geen duidelijk beeld gegeven van het voedingsgedrag van Megatherium met betrekking tot een grotere voorkeur voor hard of zacht plantaardig voedsel. Het hoge aantal gemerkte slijpsporen, dat eigenlijk typerend is voor dieren die zich aanpassen aan een harder plantendieet, wordt ook toegeschreven aan het droge klimaat en de resulterende verhoogde stofontwikkeling in de Pampa-regio, wat leidde tot snellere slijtage van de tanden.
In tegenstelling tot de hierboven genoemde analyses, vooral in de overgang van de 20e naar de 21e eeuw, werd ook aangenomen dat Megatherium vlees at en leefde als een kleptoparasiet, die grote roofdieren betwistte of vers gestorven karkassen gebruikte als aaseter. Dit werd verklaard door het feit dat de voorpoot niet geschikt was om te graven vanwege de aard van de olecranon, maar voor hoge en krachtige snelheden. Volgens dit kan een dier met een beweging van de arm, waarvan het gewicht wordt geschat op ongeveer honderdvijftien kilogram, ongeveer 2700 J. vrijgeven (vergelijkbaar met de energie die optreedt wanneer een voorwerp van tien kilogram twintig meter hoogte raakt). De aldus bereikte kracht was voldoende om grote karkassen te openen. Bovendien had Megatherium lange scherpe klauwen op de drie middelvingers (II tot IV), die ook versmald waren aan de zijkant en het afscheuren van vlees hadden kunnen bevorderen. Dienovereenkomstig zou het mogelijk zijn dat de klauwen niet alleen werden gebruikt voor intrinsieke rivaliteit, maar ook om vlees te plunderen. Een rib van een grote luiaard of proboscis, waarop knaagsporen zijn die typische merken van de bilophodontanden van Megatherium vertonen, is ook een indicatie van een gedeeltelijk op vlees gebaseerd dieet. In de regel worden de luiaarden grotendeels als herbivoor beschouwd, maar de hedendaagse herbivoren voeden zich soms met vlees.

### Weekdelenmorfologie en pathologieën
In talloze levende reconstructies wordt Megatherium afgebeeld met een dikke huid. Dit idee wordt begunstigd door het feit dat aan de ene kant de boomluiaards van vandaag ook bont hebben, aan de andere kant zijn er fossiele pelsresten van uitgestorven luiaards zoals Mylodon of Nothrotheriops. De enorme omvang van de dieren met maximaal zes ton lichaamsgewicht en hun verdeling in gematigde regio's van Zuid-Amerika maken dit onwaarschijnlijk, althans voor de grootste vertegenwoordigers zoals M. americanum. De noodzakelijke thermoregulatie van zo'n groot lichaam om warmte beter af te voeren en significante oververhitting te voorkomen, is waarschijnlijker voor min of meer blote huid, zoals het geval is met andere grote zoogdieren zoals olifanten, neushoorns of nijlpaarden. Een dikke vacht bont zou een enorme hoeveelheid drinkwater vereisen om de warmtebalans in evenwicht te brengen, wat echter moeilijk te verkrijgen zou zijn in de semi-droge Pampa-regio in Zuid-Amerika.
De vraag blijft of Megatherium, net als de grote vertegenwoordigers van de Mylodontidae, osteodermen in de huid had. De botplaatjes in de mylodonten zijn willekeurig verdeeld, komen ongeveer overeen met die van de gordeldieren en Glyptodontidae, maar hebben een eenvoudigere structuur. Af en toe worden dergelijke formaties ook beschreven voor Megatherium (en voor het bijbehorende Eremotherium), voor de eerstgenoemde van de Campo Laborde-vindplaats in de regio Pampas in Argentinië. Aangezien op de meeste plaatsen met overblijfselen van Megatherium verschillende mylodonten zijn geassocieerd en ook glyptodonten relatief vaak voorkomen, is hier geen duidelijk anatomisch bewijs voor.
Ziekte-gerelateerde botveranderingen komen veel voor in Megatherium, zoals bij vele andere Megatheriums. Ze beïnvloeden meestal de wervelkolom. Ze verschijnen vaak op de staart en het bekken. Het type skelet van M. celendinense wordt onder andere gekenmerkt door talloze pathologische veranderingen die niet alleen invloed hebben op beide bovengenoemde skeletsecties, maar ook op de schedel en ribben. Toen M. urbinai wordt gevonden, was er nog steeds zwelling van het bot als gevolg van artrose, wat mogelijk het gevolg is van een fractuur.

## Classificatie
Megatherium is een geslacht uit de familie Megatheriidae. Deze omvatten middelgrote tot zeer grote vertegenwoordigers van de inzending van luiaards (Folivora). Binnen de luiaards vormen de Megatheriidae, samen met de Megalonychidae en de Nothrotheriidae, een nauwere groep, de superfamilie Megatherioidea. In een klassieke weergave, ondersteund door skeletanatomische studies, vormen de Megatherioidea een van de twee grote luiaardlijnen, de andere is te vinden in de Mylodontoidea. Moleculaire genetische analyses en onderzoeken naar eiwitstructuur vormen een derde lijn met de Megalocnoidea. Volgens de resultaten van de laatste studies, zijn de drievingerige luiaards (Bradypus) een van de twee nog bestaande luiaardsoorten die behoren tot de Megatherioidea.
Een van de naaste familieleden van Megatherium binnen de Megatheriidae is het Eremotherium van vergelijkbare grootte, het zustertaxon, maar in tegenstelling tot Megatherium bewoonde het het tropische laagland van Zuid-Amerika en drong het ook door tot Noord-Amerika. De oudere vertegenwoordigers van Pyramiodontherium en Megatheriops behoren ook tot een hechtere familie. Al deze vormen vormen de onderfamilie van Megatheriinae, die de ontwikkelde grote grondluiaarden binnen de Megatheriidae vertegenwoordigen. Het geslacht is verdeeld in twee subgenera met een totaal van negen bekende soorten vandaag:
- Subgeslacht Megatherium Cuvier, 1796
- M. americanum Cuvier, 1796
- M. altiplanicum Saint-André & De Iuliis, 2001
- Subgeslacht Pseudomegatherium Kraglievich, 1931
- M. sundti Philippi, 1893
- M. urbinai Pujos & Salas, 2004
- M. celendinense Pujos, 2006
- M. elenense Hoffstetter, 1952
- M. medinae Philippi, 1893
- M. tarijense Gervais & Ameghino, 1880
- M. filholi Moreno, 1888

Met uitzondering van M. americanum, de bekendste en best bestudeerde soort, zijn alle andere vertegenwoordigers tot nu toe van slechts enkele vondsten bekend. Het subgenus Pseudomegatherium omvat de soort die grotendeels wordt geïdentificeerd in de Andes of in de smalle kuststrook naar de Stille Oceaan. Het verschilt van Megatherium en vooral van de eerder bekende hoofdvertegenwoordiger M. americanum door een vermindering van de lichaamsgrootte met twintig tot zestig procent - met M. celendinense is echter een soort bekend dat bijna de grootte heeft van M. americanum bereikt. Andere verschillen zijn het ietwat verschillende ontwerp van de gewrichtsoppervlakken op het achterhoofdsbeen voor de nadering van de cervicale wervelkolom (hoger en meer opvallend uitstekend), kortere snuiten, een iets ander ontwerp van de hand met twee buitenste metacarpale botten van gelijke lengte, plattere dijbeenderen en bepaalde kenmerken op het enkelbeen. Sommige van deze eigenschappen, zoals de vorm en locatie van de occipitale conddyles en het ontwerp van het dijbeen of de hand, worden geassocieerd met speciale aanpassingen aan de geografische omstandigheden van de Andes, zoals een sterkere tot permanente vierbenige beweging.
Naast de soort die tegenwoordig wordt erkend, zijn er ook andere genoemd of beschreven, zoals M. lundii, M. gaudryi, M. cuvieri en M. parodii, maar ze worden meestal als synoniem beschouwd met M. americanum. Er is onenigheid bij M. gallardoi, een zeer grote vertegenwoordiger van Megatherium, die in 1921 werd beschreven door Carlos Ameghino en Lucas Kraglievich op basis van een drieëntachtig centimeter lange maar tandeloze schedel uit Buenos Aires daterend uit het Midden-Pleistoceen. Hier beschouwen sommige auteurs de soort als geldig en benadrukken ze onder andere het middenkaakbot, dat nauwelijks met de bovenkaak is overwoekerd, en de lagere hoogte van het onderkaaklichaam als gevolg van lagere hypsodontie van de kiezen als speciale kenmerken. Andere wetenschappers schrijven deze kenmerken toe aan de intrinsieke variabiliteit van M. americanum, wat betekent dat de soort de enige vertegenwoordiger van zijn soort in de Pampa-regio zou zijn. Een probleem is de soort M. antiquum uit het Onder-Plioceen, die in 1885 werd opgericht door Florentino Ameghino met behulp van geïsoleerde tanden. De tanden zijn vergelijkbaar met die van M. americanum, maar zijn slechts een derde van de grootte. De onafhankelijkheid van de soort wordt in twijfel getrokken, omdat het vondstmateriaal, dat uit slechts enkele stukken bestaat, nauwelijks diagnostische kenmerken vertoont.

## Fylogenie
|  | Megathericulus  |
|  |                 |
|  | Anisodontherium |
|  |                 |

|  | Megatheriops      |
|  |                   |
|  | Pyramiodontherium |
|  |                   |

|  | M. americanum   |
|  |                 |
|  | M. altiplanicum |
|  |                 |

|  | M. celendinense                                             |
|  |                                                             |
|  | \| \| M. medinae \| \| \| \| \| \| M. tarijense \| \| \| \| |
|  |                                                             |
|  | M. medinae                                                  |
|  |                                                             |
|  | M. tarijense                                                |
|  |                                                             |

|  | M. medinae   |
|  |              |
|  | M. tarijense |
|  |              |

|  | M. celendinense                                             |
|  |                                                             |
|  | \| \| M. medinae \| \| \| \| \| \| M. tarijense \| \| \| \| |
|  |                                                             |
|  | M. medinae                                                  |
|  |                                                             |
|  | M. tarijense                                                |
|  |                                                             |

|  | M. medinae   |
|  |              |
|  | M. tarijense |
|  |              |

|  | M. celendinense                                             |
|  |                                                             |
|  | \| \| M. medinae \| \| \| \| \| \| M. tarijense \| \| \| \| |
|  |                                                             |
|  | M. medinae                                                  |
|  |                                                             |
|  | M. tarijense                                                |
|  |                                                             |

|  | M. medinae   |
|  |              |
|  | M. tarijense |
|  |              |

|  | M. celendinense                                             |
|  |                                                             |
|  | \| \| M. medinae \| \| \| \| \| \| M. tarijense \| \| \| \| |
|  |                                                             |
|  | M. medinae                                                  |
|  |                                                             |
|  | M. tarijense                                                |
|  |                                                             |

|  | M. medinae   |
|  |              |
|  | M. tarijense |
|  |              |

|  | M. americanum   |
|  |                 |
|  | M. altiplanicum |
|  |                 |

|  | M. celendinense                                             |
|  |                                                             |
|  | \| \| M. medinae \| \| \| \| \| \| M. tarijense \| \| \| \| |
|  |                                                             |
|  | M. medinae                                                  |
|  |                                                             |
|  | M. tarijense                                                |
|  |                                                             |

|  | M. medinae   |
|  |              |
|  | M. tarijense |
|  |              |

|  | M. celendinense                                             |
|  |                                                             |
|  | \| \| M. medinae \| \| \| \| \| \| M. tarijense \| \| \| \| |
|  |                                                             |
|  | M. medinae                                                  |
|  |                                                             |
|  | M. tarijense                                                |
|  |                                                             |

|  | M. medinae   |
|  |              |
|  | M. tarijense |
|  |              |

|  | M. celendinense                                             |
|  |                                                             |
|  | \| \| M. medinae \| \| \| \| \| \| M. tarijense \| \| \| \| |
|  |                                                             |
|  | M. medinae                                                  |
|  |                                                             |
|  | M. tarijense                                                |
|  |                                                             |

|  | M. medinae   |
|  |              |
|  | M. tarijense |
|  |              |

|  | M. celendinense                                             |
|  |                                                             |
|  | \| \| M. medinae \| \| \| \| \| \| M. tarijense \| \| \| \| |
|  |                                                             |
|  | M. medinae                                                  |
|  |                                                             |
|  | M. tarijense                                                |
|  |                                                             |

|  | M. medinae   |
|  |              |
|  | M. tarijense |
|  |              |

|  | M. americanum   |
|  |                 |
|  | M. altiplanicum |
|  |                 |

|  | M. celendinense                                             |
|  |                                                             |
|  | \| \| M. medinae \| \| \| \| \| \| M. tarijense \| \| \| \| |
|  |                                                             |
|  | M. medinae                                                  |
|  |                                                             |
|  | M. tarijense                                                |
|  |                                                             |

|  | M. medinae   |
|  |              |
|  | M. tarijense |
|  |              |

|  | M. celendinense                                             |
|  |                                                             |
|  | \| \| M. medinae \| \| \| \| \| \| M. tarijense \| \| \| \| |
|  |                                                             |
|  | M. medinae                                                  |
|  |                                                             |
|  | M. tarijense                                                |
|  |                                                             |

|  | M. medinae   |
|  |              |
|  | M. tarijense |
|  |              |

|  | M. celendinense                                             |
|  |                                                             |
|  | \| \| M. medinae \| \| \| \| \| \| M. tarijense \| \| \| \| |
|  |                                                             |
|  | M. medinae                                                  |
|  |                                                             |
|  | M. tarijense                                                |
|  |                                                             |

|  | M. medinae   |
|  |              |
|  | M. tarijense |
|  |              |

|  | M. celendinense                                             |
|  |                                                             |
|  | \| \| M. medinae \| \| \| \| \| \| M. tarijense \| \| \| \| |
|  |                                                             |
|  | M. medinae                                                  |
|  |                                                             |
|  | M. tarijense                                                |
|  |                                                             |

|  | M. medinae   |
|  |              |
|  | M. tarijense |
|  |              |

|  | M. americanum   |
|  |                 |
|  | M. altiplanicum |
|  |                 |

|  | M. celendinense                                             |
|  |                                                             |
|  | \| \| M. medinae \| \| \| \| \| \| M. tarijense \| \| \| \| |
|  |                                                             |
|  | M. medinae                                                  |
|  |                                                             |
|  | M. tarijense                                                |
|  |                                                             |

|  | M. medinae   |
|  |              |
|  | M. tarijense |
|  |              |

|  | M. celendinense                                             |
|  |                                                             |
|  | \| \| M. medinae \| \| \| \| \| \| M. tarijense \| \| \| \| |
|  |                                                             |
|  | M. medinae                                                  |
|  |                                                             |
|  | M. tarijense                                                |
|  |                                                             |

|  | M. medinae   |
|  |              |
|  | M. tarijense |
|  |              |

|  | M. celendinense                                             |
|  |                                                             |
|  | \| \| M. medinae \| \| \| \| \| \| M. tarijense \| \| \| \| |
|  |                                                             |
|  | M. medinae                                                  |
|  |                                                             |
|  | M. tarijense                                                |
|  |                                                             |

|  | M. medinae   |
|  |              |
|  | M. tarijense |
|  |              |

|  | M. celendinense                                             |
|  |                                                             |
|  | \| \| M. medinae \| \| \| \| \| \| M. tarijense \| \| \| \| |
|  |                                                             |
|  | M. medinae                                                  |
|  |                                                             |
|  | M. tarijense                                                |
|  |                                                             |

|  | M. medinae   |
|  |              |
|  | M. tarijense |
|  |              |

|  | Megatheriops      |
|  |                   |
|  | Pyramiodontherium |
|  |                   |

|  | M. americanum   |
|  |                 |
|  | M. altiplanicum |
|  |                 |

|  | M. celendinense                                             |
|  |                                                             |
|  | \| \| M. medinae \| \| \| \| \| \| M. tarijense \| \| \| \| |
|  |                                                             |
|  | M. medinae                                                  |
|  |                                                             |
|  | M. tarijense                                                |
|  |                                                             |

|  | M. medinae   |
|  |              |
|  | M. tarijense |
|  |              |

|  | M. celendinense                                             |
|  |                                                             |
|  | \| \| M. medinae \| \| \| \| \| \| M. tarijense \| \| \| \| |
|  |                                                             |
|  | M. medinae                                                  |
|  |                                                             |
|  | M. tarijense                                                |
|  |                                                             |

|  | M. medinae   |
|  |              |
|  | M. tarijense |
|  |              |

|  | M. celendinense                                             |
|  |                                                             |
|  | \| \| M. medinae \| \| \| \| \| \| M. tarijense \| \| \| \| |
|  |                                                             |
|  | M. medinae                                                  |
|  |                                                             |
|  | M. tarijense                                                |
|  |                                                             |

|  | M. medinae   |
|  |              |
|  | M. tarijense |
|  |              |

|  | M. celendinense                                             |
|  |                                                             |
|  | \| \| M. medinae \| \| \| \| \| \| M. tarijense \| \| \| \| |
|  |                                                             |
|  | M. medinae                                                  |
|  |                                                             |
|  | M. tarijense                                                |
|  |                                                             |

|  | M. medinae   |
|  |              |
|  | M. tarijense |
|  |              |

|  | M. americanum   |
|  |                 |
|  | M. altiplanicum |
|  |                 |

|  | M. celendinense                                             |
|  |                                                             |
|  | \| \| M. medinae \| \| \| \| \| \| M. tarijense \| \| \| \| |
|  |                                                             |
|  | M. medinae                                                  |
|  |                                                             |
|  | M. tarijense                                                |
|  |                                                             |

|  | M. medinae   |
|  |              |
|  | M. tarijense |
|  |              |

|  | M. celendinense                                             |
|  |                                                             |
|  | \| \| M. medinae \| \| \| \| \| \| M. tarijense \| \| \| \| |
|  |                                                             |
|  | M. medinae                                                  |
|  |                                                             |
|  | M. tarijense                                                |
|  |                                                             |

|  | M. medinae   |
|  |              |
|  | M. tarijense |
|  |              |

|  | M. celendinense                                             |
|  |                                                             |
|  | \| \| M. medinae \| \| \| \| \| \| M. tarijense \| \| \| \| |
|  |                                                             |
|  | M. medinae                                                  |
|  |                                                             |
|  | M. tarijense                                                |
|  |                                                             |

|  | M. medinae   |
|  |              |
|  | M. tarijense |
|  |              |

|  | M. celendinense                                             |
|  |                                                             |
|  | \| \| M. medinae \| \| \| \| \| \| M. tarijense \| \| \| \| |
|  |                                                             |
|  | M. medinae                                                  |
|  |                                                             |
|  | M. tarijense                                                |
|  |                                                             |

|  | M. medinae   |
|  |              |
|  | M. tarijense |
|  |              |

|  | M. americanum   |
|  |                 |
|  | M. altiplanicum |
|  |                 |

|  | M. celendinense                                             |
|  |                                                             |
|  | \| \| M. medinae \| \| \| \| \| \| M. tarijense \| \| \| \| |
|  |                                                             |
|  | M. medinae                                                  |
|  |                                                             |
|  | M. tarijense                                                |
|  |                                                             |

|  | M. medinae   |
|  |              |
|  | M. tarijense |
|  |              |

|  | M. celendinense                                             |
|  |                                                             |
|  | \| \| M. medinae \| \| \| \| \| \| M. tarijense \| \| \| \| |
|  |                                                             |
|  | M. medinae                                                  |
|  |                                                             |
|  | M. tarijense                                                |
|  |                                                             |

|  | M. medinae   |
|  |              |
|  | M. tarijense |
|  |              |

|  | M. celendinense                                             |
|  |                                                             |
|  | \| \| M. medinae \| \| \| \| \| \| M. tarijense \| \| \| \| |
|  |                                                             |
|  | M. medinae                                                  |
|  |                                                             |
|  | M. tarijense                                                |
|  |                                                             |

|  | M. medinae   |
|  |              |
|  | M. tarijense |
|  |              |

|  | M. celendinense                                             |
|  |                                                             |
|  | \| \| M. medinae \| \| \| \| \| \| M. tarijense \| \| \| \| |
|  |                                                             |
|  | M. medinae                                                  |
|  |                                                             |
|  | M. tarijense                                                |
|  |                                                             |

|  | M. medinae   |
|  |              |
|  | M. tarijense |
|  |              |

|  | M. americanum   |
|  |                 |
|  | M. altiplanicum |
|  |                 |

|  | M. celendinense                                             |
|  |                                                             |
|  | \| \| M. medinae \| \| \| \| \| \| M. tarijense \| \| \| \| |
|  |                                                             |
|  | M. medinae                                                  |
|  |                                                             |
|  | M. tarijense                                                |
|  |                                                             |

|  | M. medinae   |
|  |              |
|  | M. tarijense |
|  |              |

|  | M. celendinense                                             |
|  |                                                             |
|  | \| \| M. medinae \| \| \| \| \| \| M. tarijense \| \| \| \| |
|  |                                                             |
|  | M. medinae                                                  |
|  |                                                             |
|  | M. tarijense                                                |
|  |                                                             |

|  | M. medinae   |
|  |              |
|  | M. tarijense |
|  |              |

|  | M. celendinense                                             |
|  |                                                             |
|  | \| \| M. medinae \| \| \| \| \| \| M. tarijense \| \| \| \| |
|  |                                                             |
|  | M. medinae                                                  |
|  |                                                             |
|  | M. tarijense                                                |
|  |                                                             |

|  | M. medinae   |
|  |              |
|  | M. tarijense |
|  |              |

|  | M. celendinense                                             |
|  |                                                             |
|  | \| \| M. medinae \| \| \| \| \| \| M. tarijense \| \| \| \| |
|  |                                                             |
|  | M. medinae                                                  |
|  |                                                             |
|  | M. tarijense                                                |
|  |                                                             |

|  | M. medinae   |
|  |              |
|  | M. tarijense |
|  |              |

|  | Megathericulus  |
|  |                 |
|  | Anisodontherium |
|  |                 |

|  | Megatheriops      |
|  |                   |
|  | Pyramiodontherium |
|  |                   |

|  | M. americanum   |
|  |                 |
|  | M. altiplanicum |
|  |                 |

|  | M. celendinense                                             |
|  |                                                             |
|  | \| \| M. medinae \| \| \| \| \| \| M. tarijense \| \| \| \| |
|  |                                                             |
|  | M. medinae                                                  |
|  |                                                             |
|  | M. tarijense                                                |
|  |                                                             |

|  | M. medinae   |
|  |              |
|  | M. tarijense |
|  |              |

|  | M. celendinense                                             |
|  |                                                             |
|  | \| \| M. medinae \| \| \| \| \| \| M. tarijense \| \| \| \| |
|  |                                                             |
|  | M. medinae                                                  |
|  |                                                             |
|  | M. tarijense                                                |
|  |                                                             |

|  | M. medinae   |
|  |              |
|  | M. tarijense |
|  |              |

|  | M. celendinense                                             |
|  |                                                             |
|  | \| \| M. medinae \| \| \| \| \| \| M. tarijense \| \| \| \| |
|  |                                                             |
|  | M. medinae                                                  |
|  |                                                             |
|  | M. tarijense                                                |
|  |                                                             |

|  | M. medinae   |
|  |              |
|  | M. tarijense |
|  |              |

|  | M. celendinense                                             |
|  |                                                             |
|  | \| \| M. medinae \| \| \| \| \| \| M. tarijense \| \| \| \| |
|  |                                                             |
|  | M. medinae                                                  |
|  |                                                             |
|  | M. tarijense                                                |
|  |                                                             |

|  | M. medinae   |
|  |              |
|  | M. tarijense |
|  |              |

|  | M. americanum   |
|  |                 |
|  | M. altiplanicum |
|  |                 |

|  | M. celendinense                                             |
|  |                                                             |
|  | \| \| M. medinae \| \| \| \| \| \| M. tarijense \| \| \| \| |
|  |                                                             |
|  | M. medinae                                                  |
|  |                                                             |
|  | M. tarijense                                                |
|  |                                                             |

|  | M. medinae   |
|  |              |
|  | M. tarijense |
|  |              |

|  | M. celendinense                                             |
|  |                                                             |
|  | \| \| M. medinae \| \| \| \| \| \| M. tarijense \| \| \| \| |
|  |                                                             |
|  | M. medinae                                                  |
|  |                                                             |
|  | M. tarijense                                                |
|  |                                                             |

|  | M. medinae   |
|  |              |
|  | M. tarijense |
|  |              |

|  | M. celendinense                                             |
|  |                                                             |
|  | \| \| M. medinae \| \| \| \| \| \| M. tarijense \| \| \| \| |
|  |                                                             |
|  | M. medinae                                                  |
|  |                                                             |
|  | M. tarijense                                                |
|  |                                                             |

|  | M. medinae   |
|  |              |
|  | M. tarijense |
|  |              |

|  | M. celendinense                                             |
|  |                                                             |
|  | \| \| M. medinae \| \| \| \| \| \| M. tarijense \| \| \| \| |
|  |                                                             |
|  | M. medinae                                                  |
|  |                                                             |
|  | M. tarijense                                                |
|  |                                                             |

|  | M. medinae   |
|  |              |
|  | M. tarijense |
|  |              |

|  | M. americanum   |
|  |                 |
|  | M. altiplanicum |
|  |                 |

|  | M. celendinense                                             |
|  |                                                             |
|  | \| \| M. medinae \| \| \| \| \| \| M. tarijense \| \| \| \| |
|  |                                                             |
|  | M. medinae                                                  |
|  |                                                             |
|  | M. tarijense                                                |
|  |                                                             |

|  | M. medinae   |
|  |              |
|  | M. tarijense |
|  |              |

|  | M. celendinense                                             |
|  |                                                             |
|  | \| \| M. medinae \| \| \| \| \| \| M. tarijense \| \| \| \| |
|  |                                                             |
|  | M. medinae                                                  |
|  |                                                             |
|  | M. tarijense                                                |
|  |                                                             |

|  | M. medinae   |
|  |              |
|  | M. tarijense |
|  |              |

|  | M. celendinense                                             |
|  |                                                             |
|  | \| \| M. medinae \| \| \| \| \| \| M. tarijense \| \| \| \| |
|  |                                                             |
|  | M. medinae                                                  |
|  |                                                             |
|  | M. tarijense                                                |
|  |                                                             |

|  | M. medinae   |
|  |              |
|  | M. tarijense |
|  |              |

|  | M. celendinense                                             |
|  |                                                             |
|  | \| \| M. medinae \| \| \| \| \| \| M. tarijense \| \| \| \| |
|  |                                                             |
|  | M. medinae                                                  |
|  |                                                             |
|  | M. tarijense                                                |
|  |                                                             |

|  | M. medinae   |
|  |              |
|  | M. tarijense |
|  |              |

|  | M. americanum   |
|  |                 |
|  | M. altiplanicum |
|  |                 |

|  | M. celendinense                                             |
|  |                                                             |
|  | \| \| M. medinae \| \| \| \| \| \| M. tarijense \| \| \| \| |
|  |                                                             |
|  | M. medinae                                                  |
|  |                                                             |
|  | M. tarijense                                                |
|  |                                                             |

|  | M. medinae   |
|  |              |
|  | M. tarijense |
|  |              |

|  | M. celendinense                                             |
|  |                                                             |
|  | \| \| M. medinae \| \| \| \| \| \| M. tarijense \| \| \| \| |
|  |                                                             |
|  | M. medinae                                                  |
|  |                                                             |
|  | M. tarijense                                                |
|  |                                                             |

|  | M. medinae   |
|  |              |
|  | M. tarijense |
|  |              |

|  | M. celendinense                                             |
|  |                                                             |
|  | \| \| M. medinae \| \| \| \| \| \| M. tarijense \| \| \| \| |
|  |                                                             |
|  | M. medinae                                                  |
|  |                                                             |
|  | M. tarijense                                                |
|  |                                                             |

|  | M. medinae   |
|  |              |
|  | M. tarijense |
|  |              |

|  | M. celendinense                                             |
|  |                                                             |
|  | \| \| M. medinae \| \| \| \| \| \| M. tarijense \| \| \| \| |
|  |                                                             |
|  | M. medinae                                                  |
|  |                                                             |
|  | M. tarijense                                                |
|  |                                                             |

|  | M. medinae   |
|  |              |
|  | M. tarijense |
|  |              |

|  | Megatheriops      |
|  |                   |
|  | Pyramiodontherium |
|  |                   |

|  | M. americanum   |
|  |                 |
|  | M. altiplanicum |
|  |                 |

|  | M. celendinense                                             |
|  |                                                             |
|  | \| \| M. medinae \| \| \| \| \| \| M. tarijense \| \| \| \| |
|  |                                                             |
|  | M. medinae                                                  |
|  |                                                             |
|  | M. tarijense                                                |
|  |                                                             |

|  | M. medinae   |
|  |              |
|  | M. tarijense |
|  |              |

|  | M. celendinense                                             |
|  |                                                             |
|  | \| \| M. medinae \| \| \| \| \| \| M. tarijense \| \| \| \| |
|  |                                                             |
|  | M. medinae                                                  |
|  |                                                             |
|  | M. tarijense                                                |
|  |                                                             |

|  | M. medinae   |
|  |              |
|  | M. tarijense |
|  |              |

|  | M. celendinense                                             |
|  |                                                             |
|  | \| \| M. medinae \| \| \| \| \| \| M. tarijense \| \| \| \| |
|  |                                                             |
|  | M. medinae                                                  |
|  |                                                             |
|  | M. tarijense                                                |
|  |                                                             |

|  | M. medinae   |
|  |              |
|  | M. tarijense |
|  |              |

|  | M. celendinense                                             |
|  |                                                             |
|  | \| \| M. medinae \| \| \| \| \| \| M. tarijense \| \| \| \| |
|  |                                                             |
|  | M. medinae                                                  |
|  |                                                             |
|  | M. tarijense                                                |
|  |                                                             |

|  | M. medinae   |
|  |              |
|  | M. tarijense |
|  |              |

|  | M. americanum   |
|  |                 |
|  | M. altiplanicum |
|  |                 |

|  | M. celendinense                                             |
|  |                                                             |
|  | \| \| M. medinae \| \| \| \| \| \| M. tarijense \| \| \| \| |
|  |                                                             |
|  | M. medinae                                                  |
|  |                                                             |
|  | M. tarijense                                                |
|  |                                                             |

|  | M. medinae   |
|  |              |
|  | M. tarijense |
|  |              |

|  | M. celendinense                                             |
|  |                                                             |
|  | \| \| M. medinae \| \| \| \| \| \| M. tarijense \| \| \| \| |
|  |                                                             |
|  | M. medinae                                                  |
|  |                                                             |
|  | M. tarijense                                                |
|  |                                                             |

|  | M. medinae   |
|  |              |
|  | M. tarijense |
|  |              |

|  | M. celendinense                                             |
|  |                                                             |
|  | \| \| M. medinae \| \| \| \| \| \| M. tarijense \| \| \| \| |
|  |                                                             |
|  | M. medinae                                                  |
|  |                                                             |
|  | M. tarijense                                                |
|  |                                                             |

|  | M. medinae   |
|  |              |
|  | M. tarijense |
|  |              |

|  | M. celendinense                                             |
|  |                                                             |
|  | \| \| M. medinae \| \| \| \| \| \| M. tarijense \| \| \| \| |
|  |                                                             |
|  | M. medinae                                                  |
|  |                                                             |
|  | M. tarijense                                                |
|  |                                                             |

|  | M. medinae   |
|  |              |
|  | M. tarijense |
|  |              |

|  | M. americanum   |
|  |                 |
|  | M. altiplanicum |
|  |                 |

|  | M. celendinense                                             |
|  |                                                             |
|  | \| \| M. medinae \| \| \| \| \| \| M. tarijense \| \| \| \| |
|  |                                                             |
|  | M. medinae                                                  |
|  |                                                             |
|  | M. tarijense                                                |
|  |                                                             |

|  | M. medinae   |
|  |              |
|  | M. tarijense |
|  |              |

|  | M. celendinense                                             |
|  |                                                             |
|  | \| \| M. medinae \| \| \| \| \| \| M. tarijense \| \| \| \| |
|  |                                                             |
|  | M. medinae                                                  |
|  |                                                             |
|  | M. tarijense                                                |
|  |                                                             |

|  | M. medinae   |
|  |              |
|  | M. tarijense |
|  |              |

|  | M. celendinense                                             |
|  |                                                             |
|  | \| \| M. medinae \| \| \| \| \| \| M. tarijense \| \| \| \| |
|  |                                                             |
|  | M. medinae                                                  |
|  |                                                             |
|  | M. tarijense                                                |
|  |                                                             |

|  | M. medinae   |
|  |              |
|  | M. tarijense |
|  |              |

|  | M. celendinense                                             |
|  |                                                             |
|  | \| \| M. medinae \| \| \| \| \| \| M. tarijense \| \| \| \| |
|  |                                                             |
|  | M. medinae                                                  |
|  |                                                             |
|  | M. tarijense                                                |
|  |                                                             |

|  | M. medinae   |
|  |              |
|  | M. tarijense |
|  |              |

|  | M. americanum   |
|  |                 |
|  | M. altiplanicum |
|  |                 |

|  | M. celendinense                                             |
|  |                                                             |
|  | \| \| M. medinae \| \| \| \| \| \| M. tarijense \| \| \| \| |
|  |                                                             |
|  | M. medinae                                                  |
|  |                                                             |
|  | M. tarijense                                                |
|  |                                                             |

|  | M. medinae   |
|  |              |
|  | M. tarijense |
|  |              |

|  | M. celendinense                                             |
|  |                                                             |
|  | \| \| M. medinae \| \| \| \| \| \| M. tarijense \| \| \| \| |
|  |                                                             |
|  | M. medinae                                                  |
|  |                                                             |
|  | M. tarijense                                                |
|  |                                                             |

|  | M. medinae   |
|  |              |
|  | M. tarijense |
|  |              |

|  | M. celendinense                                             |
|  |                                                             |
|  | \| \| M. medinae \| \| \| \| \| \| M. tarijense \| \| \| \| |
|  |                                                             |
|  | M. medinae                                                  |
|  |                                                             |
|  | M. tarijense                                                |
|  |                                                             |

|  | M. medinae   |
|  |              |
|  | M. tarijense |
|  |              |

|  | M. celendinense                                             |
|  |                                                             |
|  | \| \| M. medinae \| \| \| \| \| \| M. tarijense \| \| \| \| |
|  |                                                             |
|  | M. medinae                                                  |
|  |                                                             |
|  | M. tarijense                                                |
|  |                                                             |

|  | M. medinae   |
|  |              |
|  | M. tarijense |
|  |              |

### Oorsprong
Er zijn verschillende theorieën over de oorsprong van het geslacht Megatherium. Enerzijds wordt in het zuiden van Zuid-Amerika doorgaans een oorsprong verondersteld. Van daaruit verspreidde het geslacht zich verder naar het westen en bereikte later zijn grootste diversiteit in het Pleistoceen in het Andesgebied. Deze veronderstelling is congruent aan de frequente en met ongeveer een half dozijn genera vrij divers bewijs van Pliocene en Boven-Miocene megatherias in Midden- en zuidelijk Zuid-Amerika. Alleen al in het Boven-Mioceense Conglomerado osífero zijn er vier geslachten met Eomegatherium, Pliomegatherium, Pyramiodontherium en Promegatherium in het onderste gedeelte van de Ituzaingó-formatie, die open is aan de oevers van de benedenloop van de Río Paraná in de buurt van de Argentijnse stad Paraná. Een veel meer noordelijke afkomst kan ook niet worden uitgesloten, maar er is vaak een gebrek aan informatie uit deze periode in Noord-Zuid-Amerika. De vertegenwoordigers van de late megatheriums van de overgang van het Mioceen naar het Plioceen, zoals Urumaquia en Proeremotherium, die daar sinds het begin van de 21ste eeuw worden gevonden, suggereren niet noodzakelijk dat de taxonomische diversiteit hier minder was dan in de zuidelijke gebieden. Als derde mogelijkheid is er een oorsprong van Megatherium in het Andesgebied, dat op zijn beurt consistent zou zijn met de hier beschreven hoogste biodiversiteit. Bovendien is het oudste bewijs van het geslacht in dit gebied, dat dateert uit het begin van het Plioceen, overhandigd met M. altiplanicum, met radiometrische gegevens die een leeftijd tussen 5,4 en 2,8 miljoen jaar aangeven.
In het Pleistoceen zijn ongeveer een half dozijn soorten uit het Andesgebied overgeleverd, hun chronologische volgorde is soms alleen onnauwkeurig vanwege de weinige vondsten. De belangrijkste en meest voorkomende soort M. americanum komt uit de Pampa-regio. Dit was daar wijdverbreid en vond althans plaats sinds het vroege Midden-Pleistoceen. Hun optreden wordt in de lokale stratigrafie aangegeven door de fauna van de Megatherium americanum biozone, die samenvalt met het begin van het Midden-Plioceen rond 780.000 jaar geleden en die de vorige Tolypeutes pampaeus biozone verving, genoemd naar een bolvormig uitgestorven gordeldier.

### Uitsterven en menselijke invloed
Het merendeel van de vondsten komt uit het Boven-Pleistoceen. Het kan ook worden toegeschreven aan de meest recente vondsten uit het Pleistoceen en vroege Holoceen-tijdperken. Ze behoren dus tot de tijd van de komst van de eerste menselijke inwoners van Zuid-Amerika, die voor het eerst rond 14.800 vóór vandaag kunnen worden getraceerd, en tegelijkertijd tot de fase van de quaternaire uitstervingsgolf, waaraan wereldwijd talloze grote zoogdieren het slachtoffer zijn geworden. In hoeverre de vroege kolonisten van Amerika rechtstreeks betrokken waren bij het uitsterven van het gigantische luiaardgenus is controversieel in onderzoek. Er zijn slechts enkele aanwijzingen voor interacties tussen mensen en Megatherium. Belangrijk in dit verband zijn de vondsten van Arroyo Seco, een veldonderzoek in meerdere fasen in de provincie Buenos Aires in Argentinië. In de lagere horizonten, die volgens de datering van radiokoolstoffen tussen 10.500 en 12.240 jaar geleden, naast de overblijfselen van menselijke jager-verzamelaarsgroepen, ook overblijfselen van Megatherium werden gevonden, wat suggereert jacht of gebruik van de overblijfselen van de gigantische grondluiaard.
De archeologische vindplaats Paso Otero 5 in dezelfde provincie bevatte bijna 80.000, grotendeels zwaar gebroken botten, op bijna 100 m². De gefragmenteerde toestand hiervan maakt nauwkeurige bepaling slechts in beperkte mate mogelijk, maar een totaal van negenentwintig exemplaren werden toegewezen aan Megatherium. De faunale overblijfselen werden geassocieerd met meer dan tachtig kwartsietstenen artefacten, waaronder individuele vissenstaartpunten. De leeftijd van de vindplaats werd bepaald met behulp van de radiokoolstofmethode tussen 10.440 en 9.400 jaar BP. Een bijzonder kenmerk was een hielbeen van Megatherium, dat werd omringd door talloze verbrande botten; ze worden geïnterpreteerd als brandstof.
In de overgangsperiode van het Boven-Pleistoceen naar het Neder-Holoceen is Campo Laborde geclassificeerd, ook gelegen in de Argentijnse provincie Buenos Aires. Naast meer dan 100 kwartsietuitschieters als menselijke overblijfselen, zijn er tot nu toe ook meer dan 99.000 botvondsten gevonden, waaronder 108 overblijfselen van Megatherium die moeten worden geteld, die behoren tot een gedeeltelijk skelet zonder de schedel van een individu. De botten als geheel zijn gedeeltelijk ernstig gebroken. Individuele ribben van Megatherium hebben snijtekens en sommige zijn ook aangepast tot gereedschap. Over het geheel genomen toont de bevinding aan dat het skelet duidelijk door mensen werd ontmanteld. Radiokoolstofmetingen aan individuele botten van de luiaard vertoonden oorspronkelijk een leeftijd van 7750 tot 8700 jaar eerder vandaag. Ze suggereerden dus dat Megatherium zou overleven in het Onder-Holoceen, wat betekent dat de luiaardsoorten, in tegenstelling tot veel andere grote grondluiaarden, zowel de eerste aankomst van mensen in Zuid-Amerika als de snelle klimaatveranderingen aan het einde van de laatste koude periode met enkele duizenden jaren zouden hebben overleefd. Nieuwere datums vanaf 2019 toonden echter aanzienlijk hogere leeftijdswaarden op 10.250 tot 12.730 jaar geleden.
Naast de paar sporen van menselijke manipulatie van Megatherium-botten, is er een eerste halswervel, die individuele snijtekens heeft van stenen artefacten. Het werd ontdekt in de regio Pampas en bereikte het Museo di Storia Naturale in Florence in het midden van de 19e eeuw. Er zijn echter geen aanwijzingen voor de exacte stratigrafische vindpositie en dus de zoekcontext, wat het botresten problematisch maakt.

## Onderzoeksgeschiedenis

### Cuvier en Megatherium
De gedocumenteerde vroegste ontdekking van Megatherium is een bijna volledig skelet, dat volgens verschillende gegevens tussen 1787 en 1789 werd ontdekt door Manuel Torres, een Dominicaanse, in Luján aan de oevers van de Río Luján in de Argentijnse provincie Buenos Aires. Nicolás del Campo, toen onderkoning van Río de la Plata, verscheepte het skelet verpakt in zeven dozen naar Spanje naar de Real Gabinete de Historia Natural de Madrid, waar het op 29 september 1789 arriveerde. Juan Bautista Bru de Ramón (1740-1799) ontving het daar. Hij werkte daar als preparateur en creëerde skeletreconstructies van dode dieren voor het natuurhistorisch kabinet, zoals olifanten. Hij begon onmiddellijk te werken en voltooide de reconstructie vier jaar later met de positie van het skelet in wat vanuit het perspectief van vandaag een nogal onnatuurlijke houding is. Vanuit natuurhistorisch perspectief was Brus' skeletreconstructie van Megatherium echter de eerste van een uitgestorven gewervelde wereldwijd. Naast de installatie van het skelet maakte Bru ook een monografie met een beschrijving van het skelet, dat ook tweeëntwintig afbeeldingen bevatte, een van de reconstructie en de rest van de individuele botten, getekend door Manuel Navarro. De beschrijving werd echter niet openbaar gepubliceerd, maar sommige exemplaren van de tekeningen werden in 1793 overgedragen aan een Franse vertegenwoordiger.
De exemplaren kwamen in handen van de Franse anatoom Georges Cuvier (1769-1832), die toen werkte bij het Muséum national d’histoire naturelle in Parijs en een rapport over de vondst moest opstellen. Dit verscheen in 1796 in het tijdschrift Magasin encyclopédique, waardoor het gigantische dier de wetenschappelijke naam Megatherium americanum kreeg. Het rapport is daarom de eerste beschrijving van het geslacht en de soort. De generieke naam is afgeleid van de Griekse woorden μέγας (mégas 'large') en θηρίον (thērion 'animal') en verwijst naar de grootte van de luiaard. In zijn beschrijving gebruikte Cuvier de vergelijkende anatomie, die nieuw was voor zijn tijd, met de tekeningen als basis. Cuvier had nooit persoonlijk het Spaanse skelet onderzocht. In zijn rapport verwees hij ten onrechte naar de oorsprong van het skelet als 'Paraguay', maar het artikel van Cuvier is belangrijk omdat het zijn eerste werk over uitgestorven dieren is. Cuvier merkte ook op dat dieren vergelijkbaar met Megatherium niet meer bestonden en uitstierven, wat destijds een revolutionaire kijk was.
Het rapport van Cuvier werd naar Spanje gebracht door José Garriga, die het daar wilde vertalen. Hij ontdekte dat Bru al een essay had geschreven en dit samen met Cuvier in hetzelfde jaar onder zijn redacteur en op eigen kosten had gepubliceerd. Dit boek maakte de weg vrij voor een andere publicatie van Georges Cuvier, gepubliceerd in 1804 onder de titel Sur le Megatherium, waarin hij de relatie met de luiaards verder uitwerkte. Voor Cuvier spraken de kenmerken van de schedel, zoals de constructie van de jukbeenderen en het schoudergebied, zoals het getrainde sleutelbeen, voornamelijk voor een relatie met de hedendaagse boombewonende luiaards; ten tweede de structuur van het bit en het ontwerp van de ledematen. In de ledematen merkte Cuvier op dat ze meer op de miereneters en gordeldieren van vandaag lijken en aanzienlijk korter waren dan die van recente luiaards. Later, in 1812, voegde hij zijn tweede essay en Brus 'illustraties toe aan zijn onderzoek Recherches sur les ossemens fossiles, een van de basiswerken over de ontwikkeling van paleontologie als wetenschappelijke discipline.

### Darwin en Owen
Sinds het herstel van het eerste skelet van Megatherium bij Luján, zou dit de enige vondst van deze gigantische grondluiaard voor meer dan vier decennia moeten blijven. In het begin van de jaren 1830 kwam een ander gedeeltelijk skelet aan het licht in de buurt van Villanueva op de Río Salada, die door de Pampa-vlaktes stroomt ten zuiden van Buenos Aires, die na een zeer lange droge fase in laag water uit de rivier stak. De fossiele overblijfselen werden teruggevonden en naar Engeland gestuurd door de hooggeplaatste Britse diplomaat Woodbine Parish, waar ze na grondige voorbereiding William Clift aan het Royal College of Surgeons werden geïntroduceerd en in 1833 gepubliceerd. Omdat Parish ervan uitging dat er nog meer skeletten in de regio Pampa konden worden gevonden, vroeg hij de toenmalige gouverneur van Argentinië, Juan Manuel de Rosas, om te helpen bij het zoeken, wat vervolgens leidde tot de ontdekking van nog twee skeletten. Van groot belang voor de verkenning van Megatherium is de reis van Charles Darwin (1809-1882), die hij ondernam met de HMS Beagle tussen 1831 en 1837.
Eind augustus 1832 ontdekte hij talloze nieuwe vondsten van het geslacht in rotspartijen aan de kust in Punta Alta bij Bahía Blanca in het huidige Argentinië. Omdat de bibliotheek aan boord van de Beagle ook een vertaalde tekst bevat die de beschrijving van Cuvier weergeeft, was Darwin bekend met Megatherium, maar in zijn dagboeken van de reis beschreef hij talloze verschillende fossielen als behorend tot Megatherium. Darwin bezocht de regio opnieuw in oktober 1833 en bereikte ook Luján, waar het eerste Megatherium-skelet vandaan kwam.
De vondsten die tijdens de reis werden gedaan, werden naar Engeland gestuurd aan het Royal College of Surgeons in Londen, waar de belangrijke anatoom Richard Owen (1804-1892) vanaf 1836 met hen begon te handelen. In 1840 publiceerde Owen zijn eerste verhandeling over de gigantische luiaard, die hij M. cuvieri noemde (een naam die Anselme Gaëtan Desmarest in 1822 introduceerde als een alternatieve naam voor M. americanum, maar wordt beschouwd als een nomen illegitimum. Tussen 1851 en 1860 publiceerde Owen een reeks monografieën over Megatherium, elk getiteld On the Megatherium (Megatherium americanum, Cuvier en Blumenbach), elk gewijd aan verschillende skeletdelen. Zijn laatste werk verscheen in 1861 en heette Memoir op de Megatherium of gigantische Ground-sloth van Amerika (Megatherium americanum, Cuvier). [81] Owen besefte dat Megatherium terrestrisch leefde vanwege zijn grootte en plaatste zijn gewicht op de buitenste stralen van de handen en voeten (pedolateraal). Hij reconstrueerde ook dat het dier in staat was om op zijn achterpoten te staan, met zijn staart om zichzelf te ondersteunen om voedsel te zoeken. Vanwege de precieze voorstellingen en tekeningen worden deze papieren nog steeds beschouwd als standaardwerken op luiaards op de grond. Het resulterende beeld over Megatherium had een blijvende impact op het publiek. Vanwege het enthousiasme dat Owen toonde voor de luiaard, werd hij verschillende keren karikaturaal.

### Larrañaga en de gepantserde reuzenluiaard
Een andere aflevering die een blijvende invloed had op het beeld over Megatherium, althans in de loop van de 19e eeuw, was de ontdekking van een rug- en staartpantser en een dijbeen, die volgens het perspectief van vandaag behoren tot een vertegenwoordiger van Glyptodontidae, zwaar gepantserde familieleden van de gordeldieren. De groep was toen nog niet bekend. Dàmaso Antonio Larrañaga (1771-1848), destijds een van de toonaangevende naturalisten in de Spaanse koloniën, maakte er in 1814 in zijn werk Diario de Historia Natural een wetenschappelijke beschrijving van en voegde er de naam Dasypus (Megatherium Cuv) aan toe. De specificatie van Megatherium als een subgenus voor de hedendaagse langgerekte gordeldieren leidde tot het idee dat vervolgens gepantserde luiaards naar voren kwamen, vooral omdat de ontdekking van Megatherium uit Luján ook werd geassocieerd met beenplaatjes van glyptodonten. Cuvier gaf persoonlijk de taxonomische naam van Larrañaga in 1824 een kans om dit op te nemen in de tweede editie van zijn werk Recherches sur les ossemens fossiles. Het idee van gepantserde gigantische luiaarden was wijdverbreid en bij het beschrijven van de tweede skeletachtige vondst van Megatherium had Clift de pantserdelen in verband met de overblijfselen in 1833 aan de luiaard toegewezen. Zelfs Darwin noteerde verschillende vondsten van pantserfragmenten van Megatherium tijdens zijn beagle-trip, soms wees hij alleen bepaalde resten toe aan het luiaardgenus op basis van de overblijfselen van beenplaatjes.
Bezwaren tegen de bepantsering van Megatherium werden al in de jaren 1830 aangevoerd, bijvoorbeeld in 1833 door Joseph Eduard d'Alton op basis van vondsten van pantser en botten uit Uruguay en Brazilië, die hij associeerde met gigantische gordeldieren na intensieve anatomische vergelijkingen. De beschrijving van Hoplophorus door Peter Wilhelm Lund in 1838 en van Glyptodon door Owen het volgende jaar vertoonden beide sterke overeenkomsten met Larrañaga's Dasypus (Megatherium Cuv) als vertegenwoordigers van Glyptodontidae, maar bewees uiteindelijk dat de eerder bekende vondsten van pantsers geheel andere, maar ook enorme dieren behoorden. In zijn eerste beschrijving van Glyptodon heeft Owen de gepantserde overblijfselen die met Megatherium zijn geassocieerd herzien en hun feitelijke aansluiting gecorrigeerd. In 1865 verwees de Engelse paleontoloog Thomas Henry Huxley (1825-1895) opnieuw naar het duidelijke bewijs van de verschillende oorsprong van de twee fossiele groepen in een tekst over de skeletanatomie van Glyptodon. Hier moet worden opgemerkt dat er eigenlijk grote grondluiaards waren met beenplaten gevormd in hun huid, maar deze vormden nooit een solide schaal. Bovendien behoren luiaards allemaal tot een andere lijn (Mylodontidae), die meer in de verte verwant is met de Megatheriidae. Het bestaan van vergelijkbaar los verspreide osteodermen in de huid in Megatherium is ook controversieel.

### Het begin van de 20e eeuw
Aan het einde van de 19e en het begin van de 20e eeuw waren de Italiaanse broers Florentino (1854–1911) en Carlos Ameghino (1865–1936) bijzonder belangrijk voor paleontologisch onderzoek in Zuid-Amerika. Ze beschreven meestal verschillende soorten Megatherium onafhankelijk van elkaar, waarvan alleen M. tarijense uit het jaar 1880 nog steeds geldig is. De beschrijving van de soort werd gemaakt lang nadat Paul Gervais de vondsten ontdekte en voor het eerst publiceerde in 1855, maar het toonde aan dat er ook vertegenwoordigers van de gigantische luiaard waren die aanzienlijk kleiner waren dan M. americanum. Dit leverde ook het eerste bewijs van het subgenus Pseudomegatherium. Ruim twaalf jaar later volgden M. sundti en M. medinae, gevolgd door Rudolph Amandus Philippi, twee andere soorten. In de eerste helft van de 20e eeuw hadden Lucas Kraglievich (1886–1932) en Robert Hoffstetter (1908–1999) een blijvende impact op onderzoek.